# 함양집
함양집은 대한민국 울산광역시에 있는 유서 깊은 한식 레스토랑이다. 1924년에 설립되어 대한민국에서 가장 오래된 영업 중인 음식점 중 하나이다. 이후 가족 사업으로 이어져 현재 4대째 주인이 운영하고 있다.
이 음식점은 1924년 강분남이 함양관으로 설립했다. 이 음식점의 설립자는 104세까지 살았으며, 음식점의 초기 역사를 많이 감독했다. 1946년부터 2대 주인은 안숙희였다. 1969년부터 3대 주인은 윤주봉과 황화선이었다. 1995년부터 4대이자 현재 주인은 윤정아와 이준승이다. 이 대가족은 또한 음식점의 여러 지점을 운영한다. 한때 이 음식점은 구구집이라는 이름으로 운영되었다.
이 음식점은 한국 요리의 다양한 요리를 제공하며, 진주비빔밥, 회, 불고기 등이 있다. 메뉴는 시간이 지남에 따라 맛과 재료에 맞게, 그리고 현재 주인의 선호도에 따라 변해왔다.